# بخش مرکزی شهرستان فیروزآباد
بخش مرکزی شهرستان فیروزآباد یکی از بخش‌های شهرستان فیروزآباد در استان فارس ایران است.

## تقسیمات کشوری
| شهرستان   | جمعیت شهرستان(سال ۹۵) | بخش   | جمعیت بخش (سال ۹۵) | مرکزبخش   | دهستان    | جمعیت دهستان(سال ۹۵) | مرکز دهستان | جمعیت مرکز دهستان (سال ۹۵) |
| --------- | --------------------- | ----- | ------------------ | --------- | --------- | -------------------- | ----------- | -------------------------- |
| فیروزآباد | ۱۲۱٬۴۱۷               | مرکزی | ۹۱٬۶۵۱             | فیروزآباد | جایدشت    | ۱۰۷۹۳                | جایدشت      | ۵۵۲۴                       |
| فیروزآباد | ۱۲۱٬۴۱۷               | مرکزی | ۹۱٬۶۵۱             | فیروزآباد | احمد آباد | ۱۵۴۴۱                | احمد آباد   | ۱۶۰۲                       |

## جمعیت
بنابر سرشماری مرکز آمار ایران، جمعیت بخش مرکزی شهرستان فیروزآباد در سال ۱۳۹۵ برابر با ۹۱۶۵۱ نفر بوده است.